# Khalīfeh Kandī
Khalīfeh Kandī (persiska: خلیفه کندی, Khalīfeh Kandī-ye Ḩātam, خلیفه کندی حاتم) är en ort i Iran.   Den ligger i provinsen Östazarbaijan, i den nordvästra delen av landet, 500 km väster om huvudstaden Teheran. Khalīfeh Kandī ligger 1 762 meter över havet och antalet invånare är 228.
Terrängen runt Khalīfeh Kandī är kuperad norrut, men söderut är den platt.Runt Khalīfeh Kandī är det ganska glesbefolkat, med 22 invånare per kvadratkilometer. Närmaste större samhälle är Gol Akhor, 14,6 km nordväst om Khalīfeh Kandī. Trakten runt Khalīfeh Kandī består i huvudsak av gräsmarker.